# Catocala
Catocala là một chi bướm đêm thuộc họ Erebidae. Phần lớn các loài trong chi này có cánh dưới màu sáng, cam, đỏ hoặc trắng. Tên gọi chi này là kết hợp của hai từ tiếng Hy Lạp, kato phía sau, và kalos đẹp. Cánh sau trắng sáng không thể nhìn thấy khi con bướm đậu nghỉ, bị giấu bởi cánh trước nhưng giúp con bướm tránh được kẻ săn mồi như chim. Chi này sinh sống ở Eurasia và Bắc Mỹ. Do màu sắc đẹp nên loài bướm chi này là đối tượng của những người sưu tập.

## Đồng nghĩa
Nhiều chi riêng biệt trước đước tách ra chính thức từ Catocala, nhưng hiện được gộp lại vào chi này với các tên đồng nghĩa. Các tên đồng nghĩa và lên sai của chi Catocala gồm:
| - Andreusia Hampson, 1913 (unjustified emendation) - Andrewsia Grote, 1882 - Astiodes (lapsus) - Astiotes Hübner, 1823 - Belpharidia (lapsus) - Blephara Ochsenheimer, 1816 (unavailable) - Blepharidia Hübner, 1822 - Blepharonia Hübner, 1823 (unavailable) - Blepharonia Hübner, 1825 - Blepharum Hübner, 1806 (rejected) - Catabapta Hulst, 1884 - Catacola (lapsus) | - Catocalla (lapsus) - Corisce Hübner, 1823 - Corisee (lapsus) - Ephesia Hübner, 1818 - Eucora Hübner, 1823 - Eunetis Hübner, 1823 - Hemigeometra Haworth, 1809 - Lamprosia Hübner, [1821] - Lamprosia Hübner, 1827 (non Hüber, [1821]: preoccupied) - Mormonia Hübner, 1823 - Mormosia (lapsus) |

## Các loài
- Catocala abacta Staudinger, 1900
  - Catocala abacta irana Brandt, 1938
- Catocala abamita Bremer & Grey, 1853
- Catocala abbreviatella Grote, 1872
- Catocala actaea Felder & Rogenhofer, 1874
  - Catocala actaea nigricans Mell, 1939
- Catocala adultera Ménétriés, 1856
- Catocala aenigma Sheljuzhko, 1943
- Catocala aestimabilis Staudinger, 1892
- Catocala afghana Swinhoe, 1885
- Catocala agitatrix Graeser, 1888
- Catocala agrippina – Agrippina Underwing Strecker, 1874
- Catocala aholibah – Aholibah Underwing Strecker, 1874
- Catocala alabamae – Alabama Underwing Grote, 1875
- Catocala allusa Hulst, 1884
- Catocala amabilis Bang-Haas, 1907
- Catocala amatrix – Sweetheart Underwing Hübner, [1813]
- Catocala amestris – Three-Staff Underwing Strecker, 1874
- Catocala amica – Girlfriend Underwing Hübner, 1818
- Catocala amnonfreidbergi Kravchenko et al., 2008
- Catocala andromache H. Edwards, 1885
- Catocala andromedae – Gloomy Underwing Guenée, 1852
- Catocala angusi – Angus' Underwing Grote, 1876
- Catocala antinympha – Sweetfern Underwing Hübner, [1823]
- Catocala ariana Vartian, 1964
- Catocala armandi Poujade, 1988
  - Catocala armandi shirozui Sugi, 1982
- Catocala artobolevskiji Sheljuzhko, 1943
- Catocala atocala – Brou's Underwing Brou, 1985
- Catocala badia – Bay Underwing Grote & Robinson, 1866
- Catocala bella Butler, 1877
- Catocala benjamini – Benjamin's Underwing Brower, 1937
- Catocala blandula – Charming Underwing Hulst, 1884
- Catocala bokhaica Kononenko, 1979
- Catocala brandti Hacker & Kaut, 1999
- Catocala briseis – Ribbed Underwing Edwards, 1864
- Catocala butleri Leech, 1900
- Catocala caesia Hawks, 2010
- Catocala californica Edwards, 1864
- Catocala californiensis Brower, 1976
- Catocala cara – Darling Underwing Guenée, 1852
- Catocala carissima Hulst, 1880
- Catocala catei Weisert, 1998
- Catocala cerogama – Yellow-banded Underwing Guenée, 1852
- Catocala charlottae Brou, 1988
- Catocala chelidonia Grote, 1881
- Catocala cleopatra Strecker, 1874
- Catocala clintoni – Clinton's Underwing Grote, 1864
- Catocala coccinata – Scarlet Underwing Grote, 1872
- Catocala columbina Leech, 1900
  - Catocala columbina columbina Leech, 1900
  - Catocala columbina yoshihikoi Ishizuka, 2002
- Catocala concumbens – Pink Underwing Walker, [1858]
- Catocala conjuncta – Minsmere Crimson Underwing Esper, 1787
- Catocala connexa Butler, 1881
- Catocala connubialis – Connubial Underwing Guenée, 1852
- Catocala consors – Consort Underwing Smith, 1797
  - Catocala consors sorsconi Barnes & Benjamin, 1924
- Catocala contemnenda Staudinger, 1891
- Catocala contorta Warren
- Catocala conversa Esper, 1787
- Catocala crataegi Saunders, 1876
- Catocala danilovi Bang-Haas, 1927
- Catocala davidi Oberthür, 1881
- Catocala deducta Eversmann, 1843
- Catocala dejeani Mell, 1936
- Catocala dejecta Strecker, 1880
- Catocala delilah Strecker, 1874
- Catocala desdemona Henry Edwards, 1882
- Catocala desiderata Staudinger, 1888
- Catocala detrita Warren, 1913
- Catocala deuteronympha Staudinger, 1861
  - Catocala deuteronympha omphale Butler, 1881
  - Catocala deuteronympha tschiliensis Bang-Haas, 1927
- Catocala dilecta Hübner, [1808]
- Catocala disjuncta Geyer, [1828]
- Catocala dissimilis Bremer, 1861
  - Syn. Catocala nigricans
- Catocala distorta Butler, 1889
- Catocala diversa Geyer, [1826]
- Catocala doerriesi Staudinger, 1888
- Catocala dotatoides Poole, 1989
- Catocala dula Bremer, 1861
  - Catocala dula carminea Mell, 1939
- Catocala dulciola Grote, 1881
- Catocala duplicata Butler, 1885
- Catocala editarevayae Kravchenko et al., 2008
- Catocala electa – Rosy Underwing Vieweg, 1790
  - Catocala electa zalmunna Butler, 1877
  - Catocala electa tschiliensis Bang-Haas, 1927
- Catocala electilis Walker, [1858]
- Catocala ella Butler, 1877
- Catocala elocata – French Red Underwing Esper, 1787
  - Catocala elocata locata Staudinger, [1892]
- Catocala eminens Staudinger, 1892
- Catocala epione Drury, [1773]
- Catocala eutychea Treitschke, 1835
- Catocala faustina Strecker, 1873
- Catocala flavescens Hampson, 1894
- Catocala flebilis Grote, 1872
- Catocala florianii Saldaitis & Ivinskis, 2008
- Catocala formosana Okano, 1958
- Catocala francisca H. Edwards, 1880
- Catocala fraxini – Blue Underwing Linnaeus, 1758
  - Catocala fraxini jezoensis Matsumura, 1931
  - Catocala fraxini legionensis Gómez Bustillo & Vega Escandon, 1975
  - Catocala fraxini yuennanensis Mell, 1936
- Catocala frederici Grote, 1872
- Catocala fredi Bytinsky-Salz & Brandt, 1937
- Catocala fugitiva Warren, 1914
- Catocala fulminea Scopoli, 1763
  - Catocala fulminea chekiangensis Mell, 1933</small.
- Catocala fuscinupta Hampson, 1913

## Các loài đặc trưng trước đây
Các loài sau gần đây được xếp vào loài có tên đồng nghĩa và không còn đúng nữa.
- Catocala babayaga Strecker, 1884
- Catocala nevadensis Beutenmüller, 1907
- Catocala olivia H. Edwards, 1880
- Catocala pura Hulst, 1880
- Catocala stretchi Behr, 1870
- Catocala titania Dodge, 1900

## Hình ảnh

### So sánh Catocala

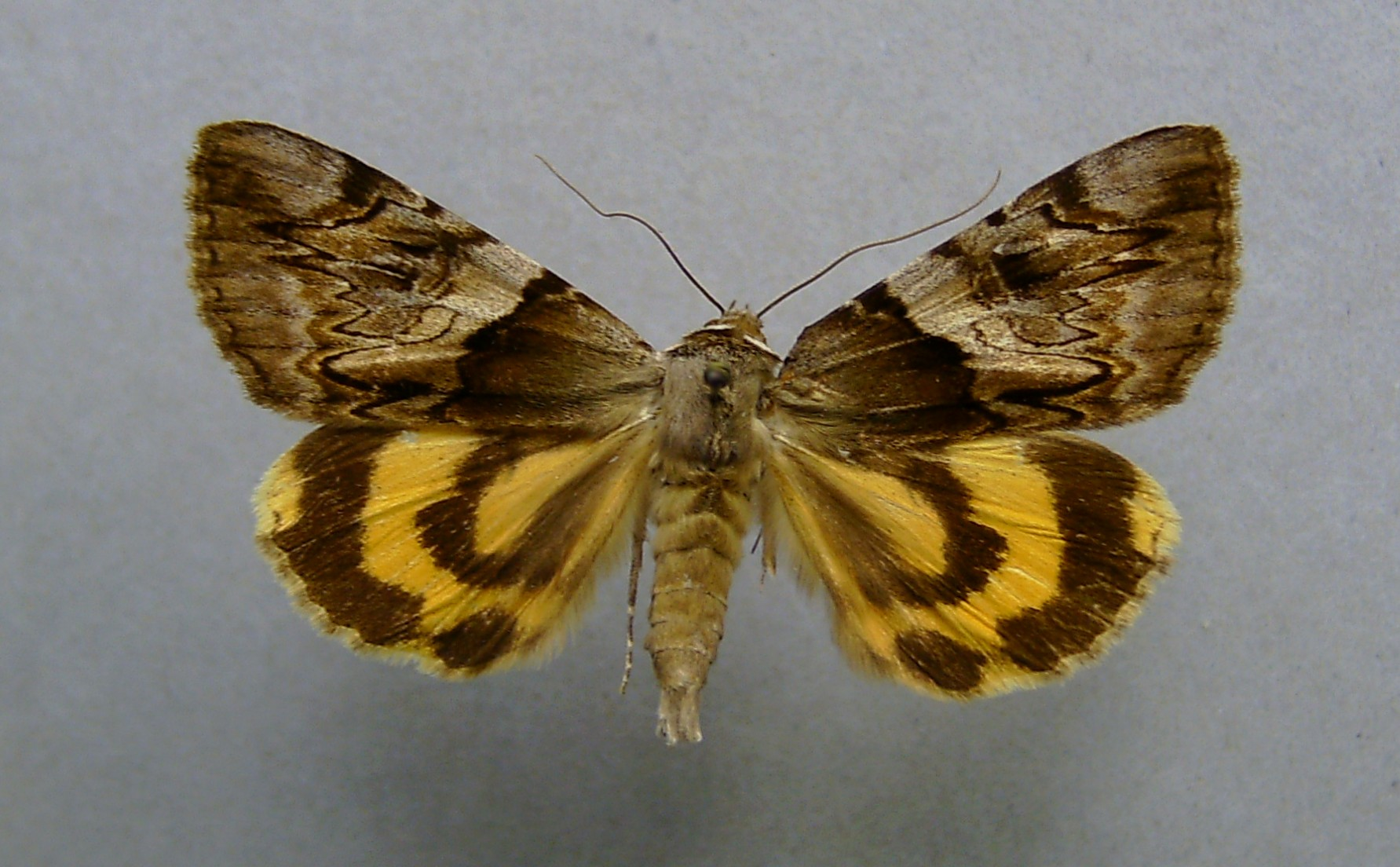
Catocala fulminea, "Yellow underwing"
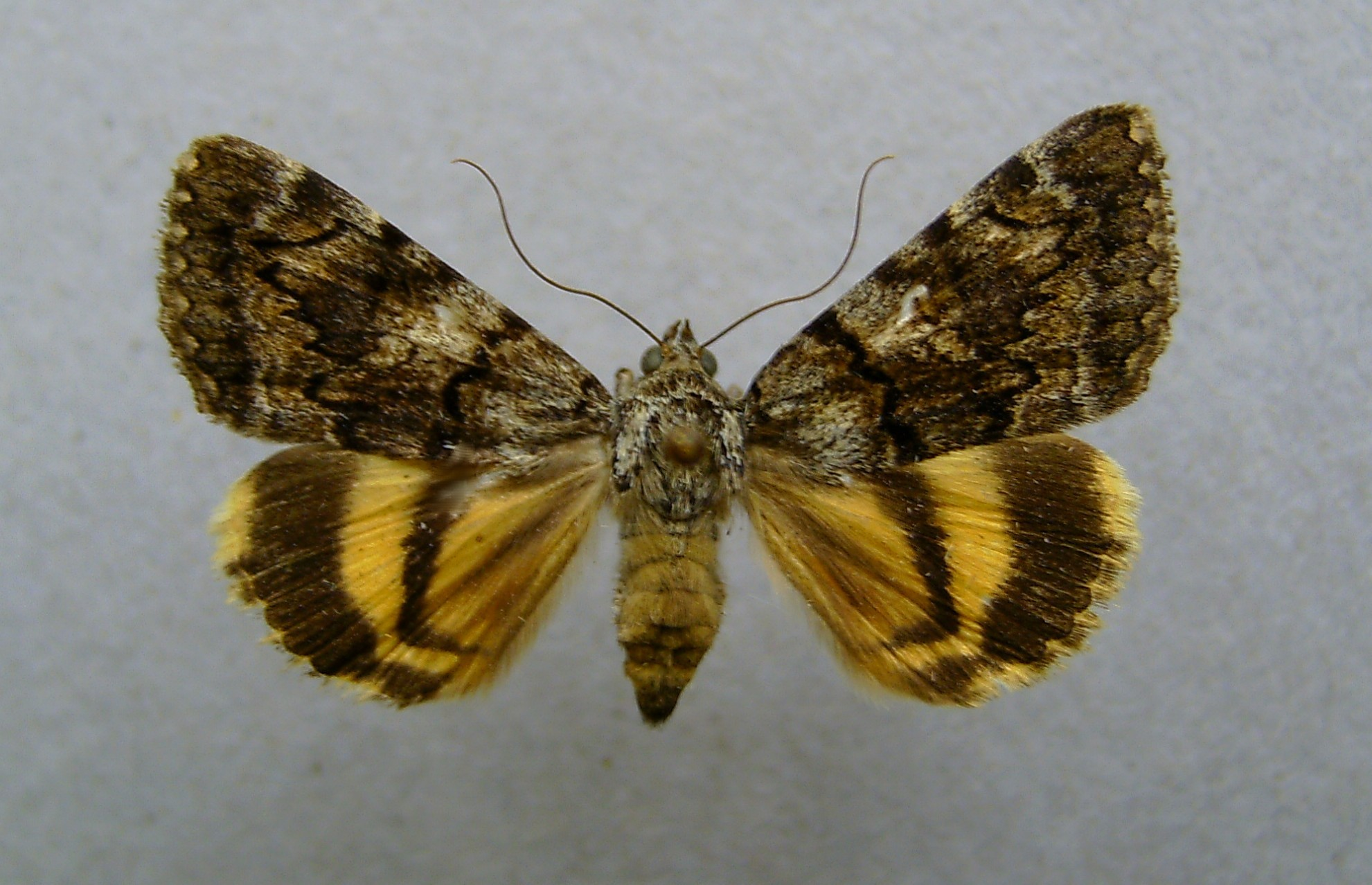
Catocala nymphagoga, "Oak Yellow underwing"
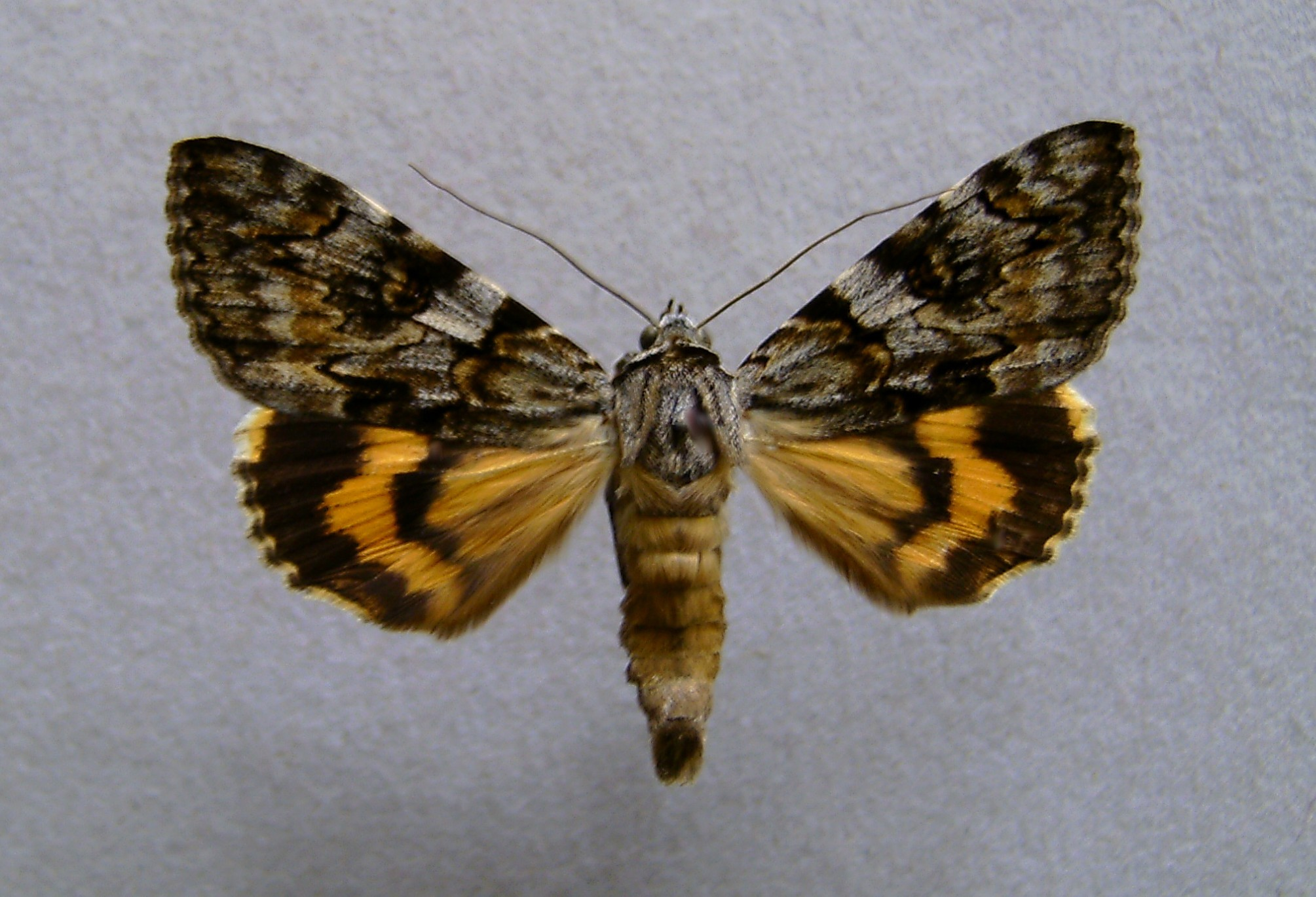
Catocala conversa
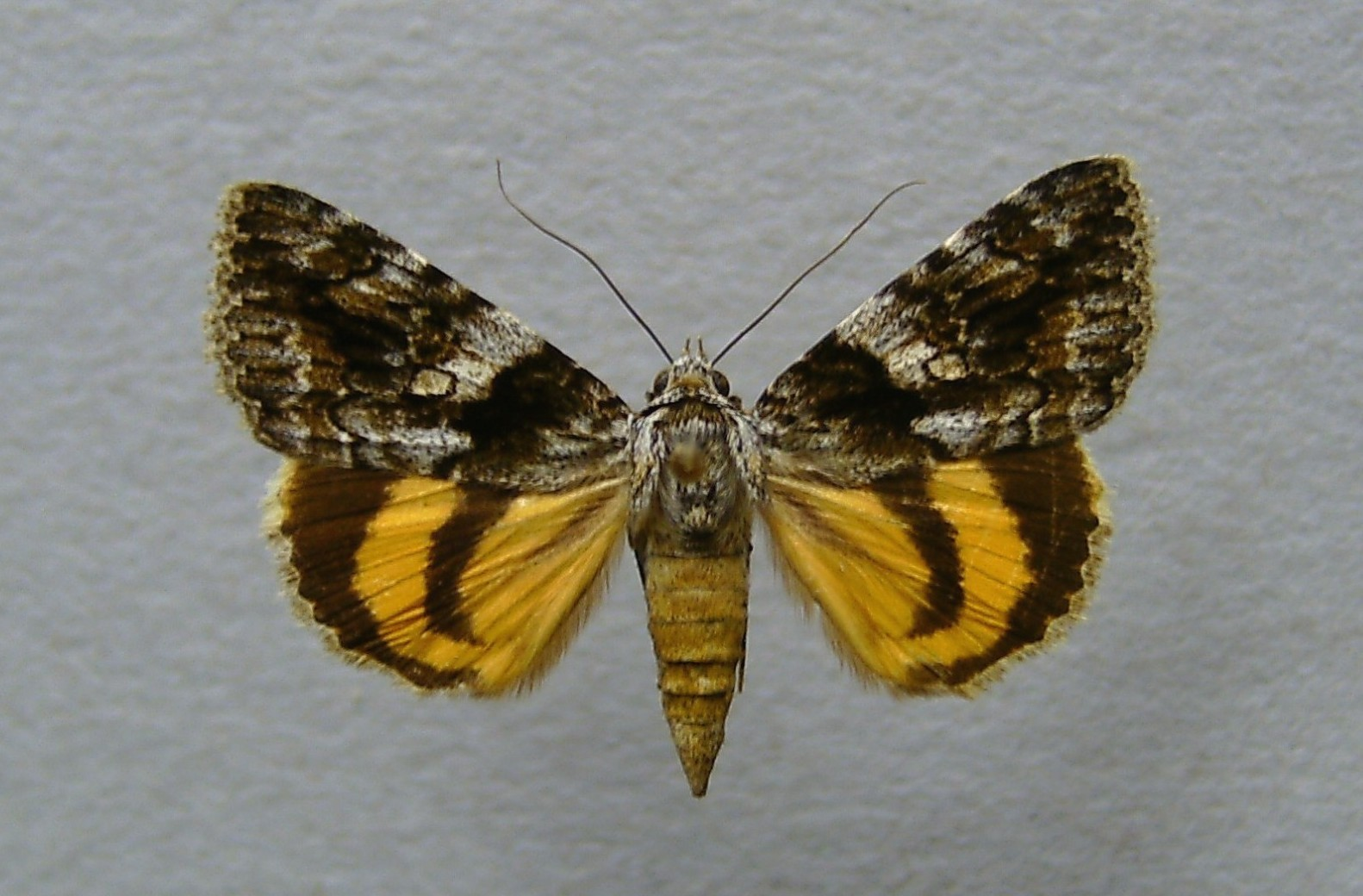
Catocala diversa
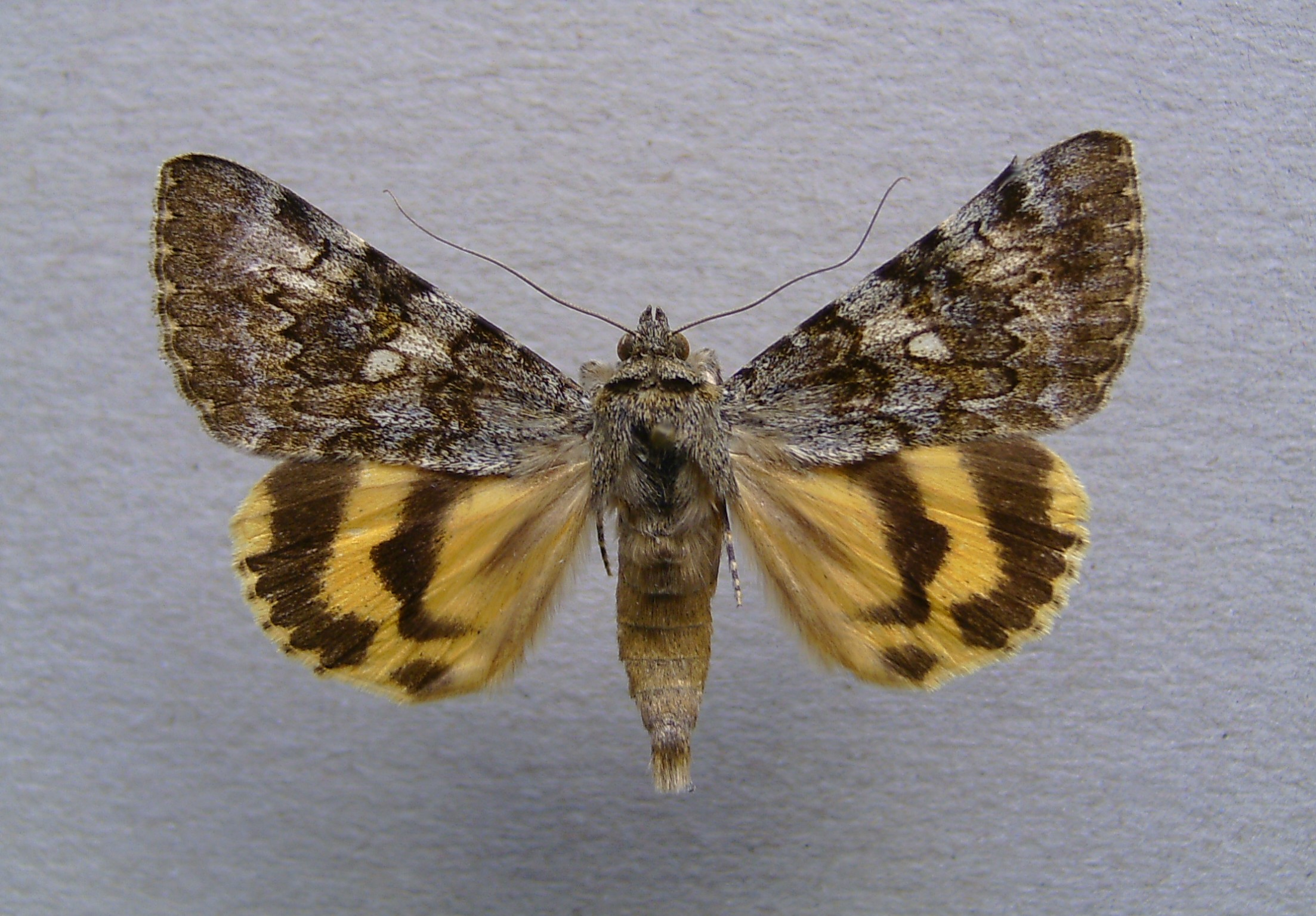
Catocala nymphaea
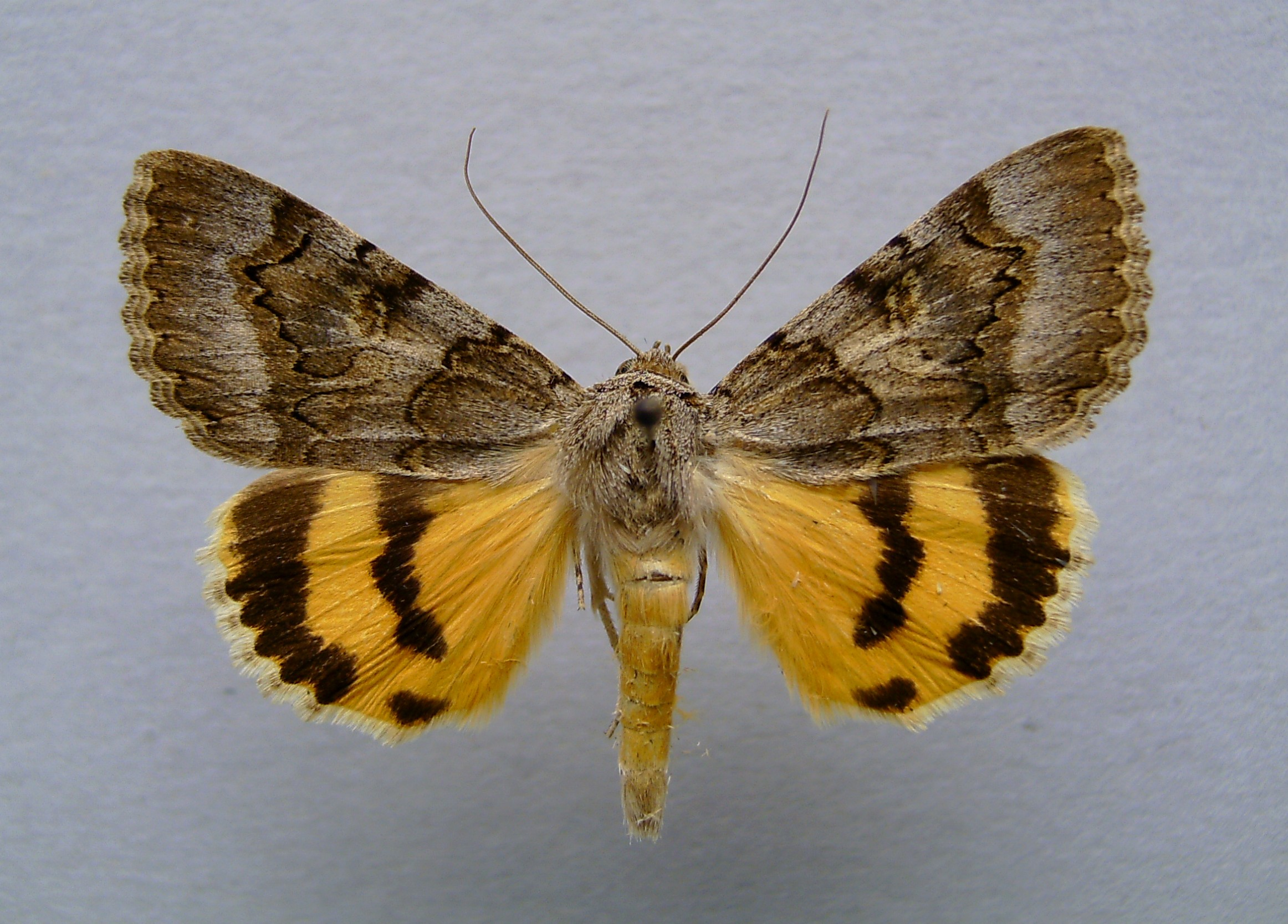
Catocala neonympha
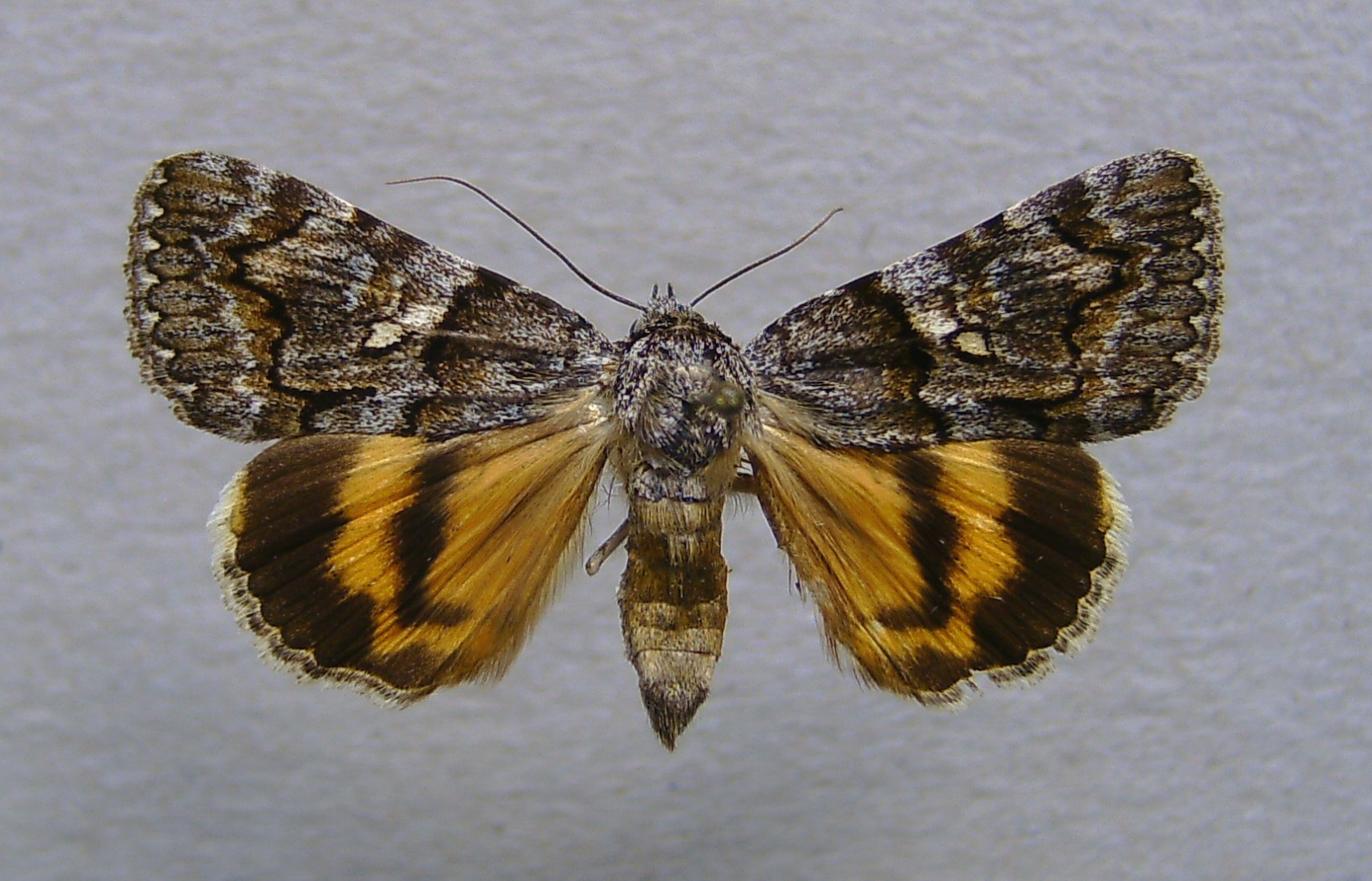
Catocala disjuncta
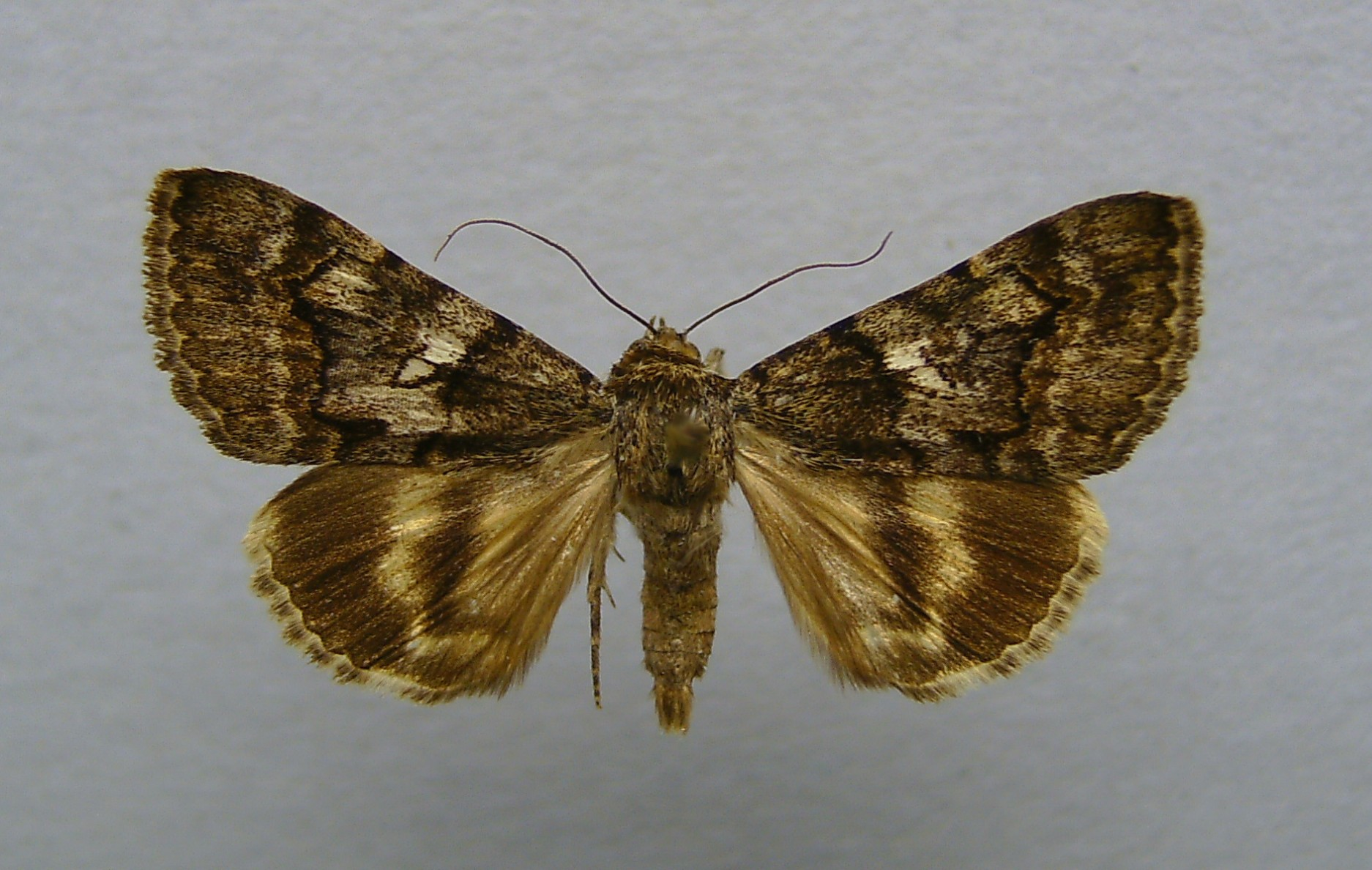
Catocala separata
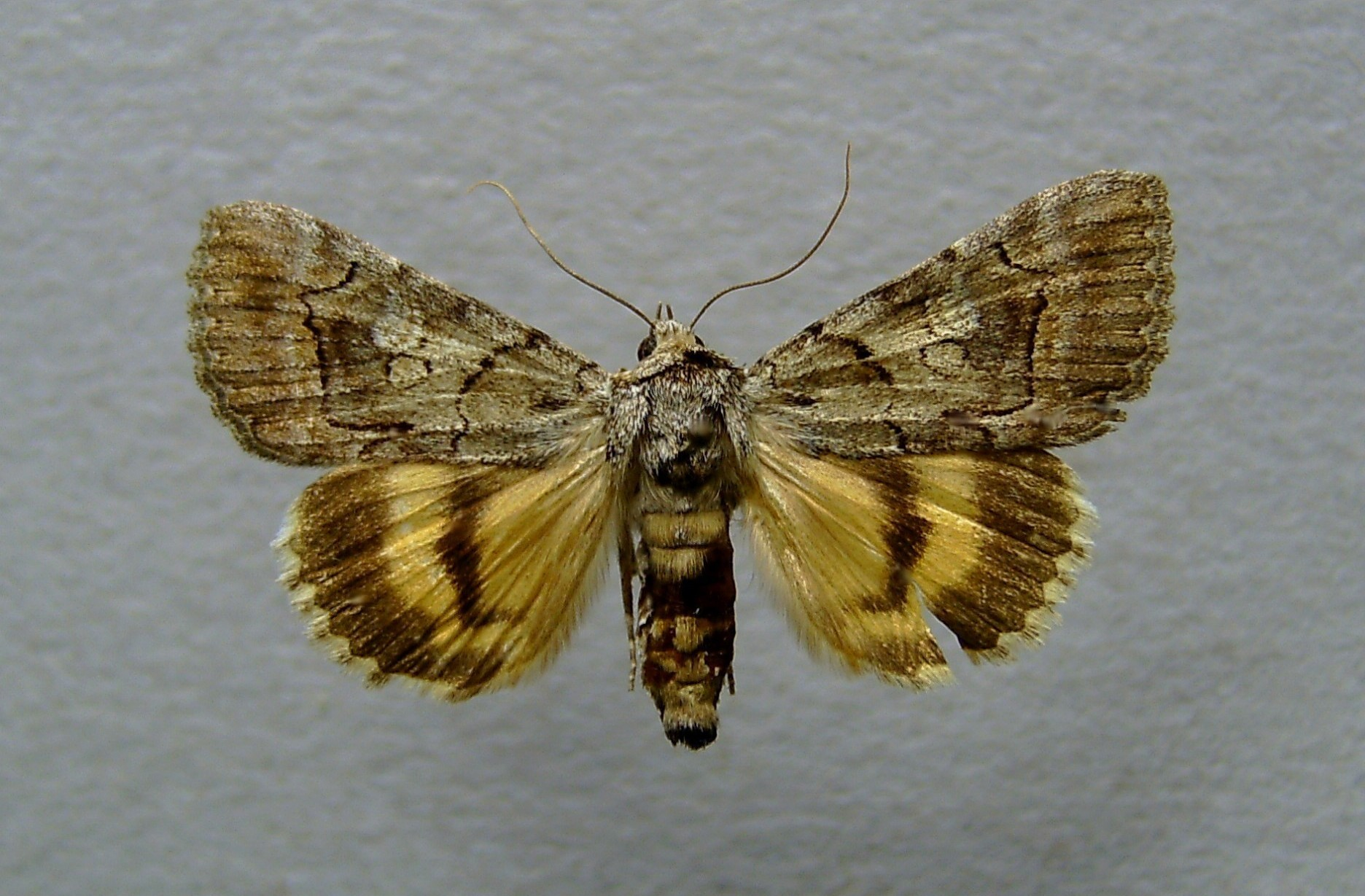
Catocala eutychea
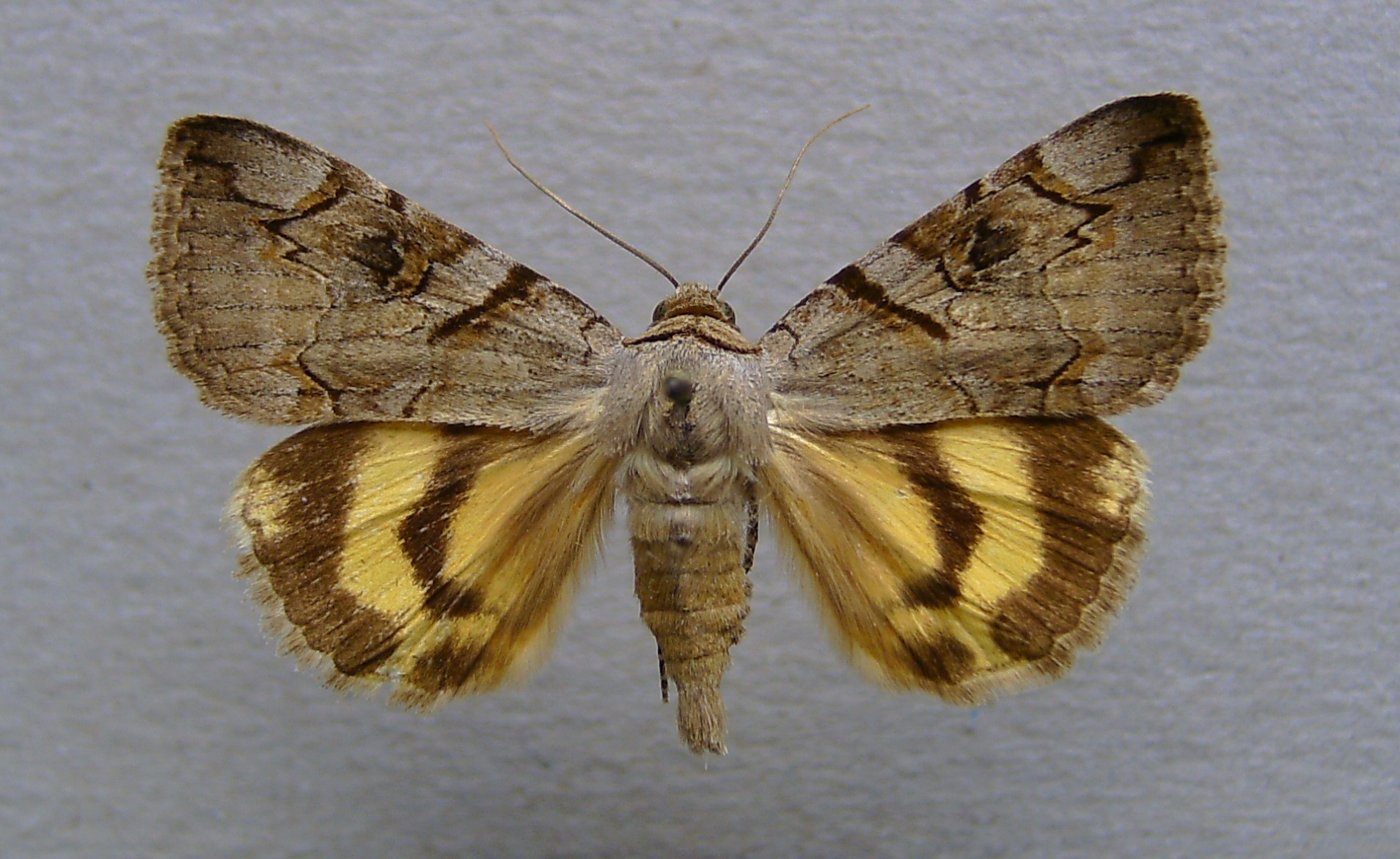
Catocala hymenaea
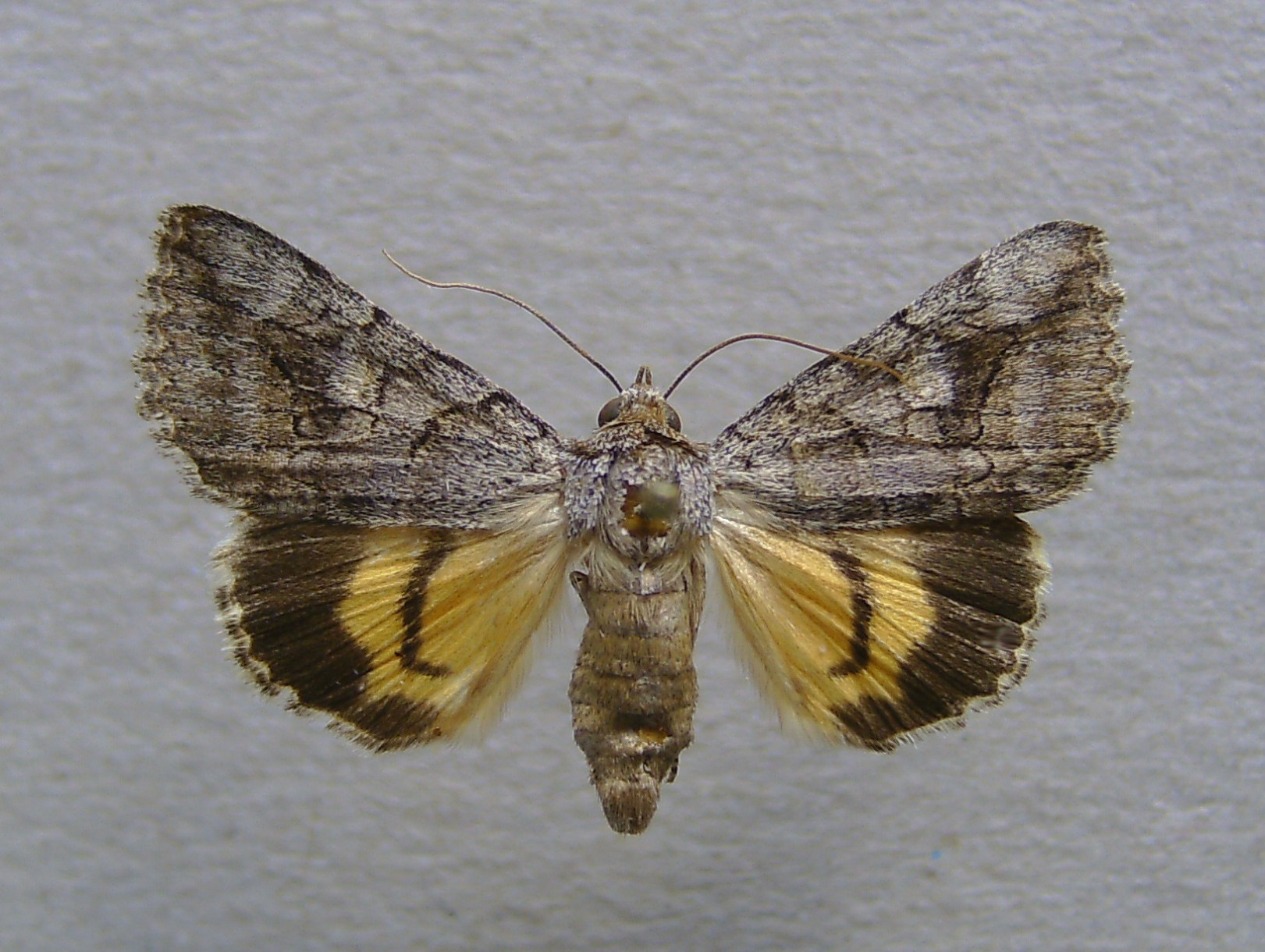
Catocala mariana
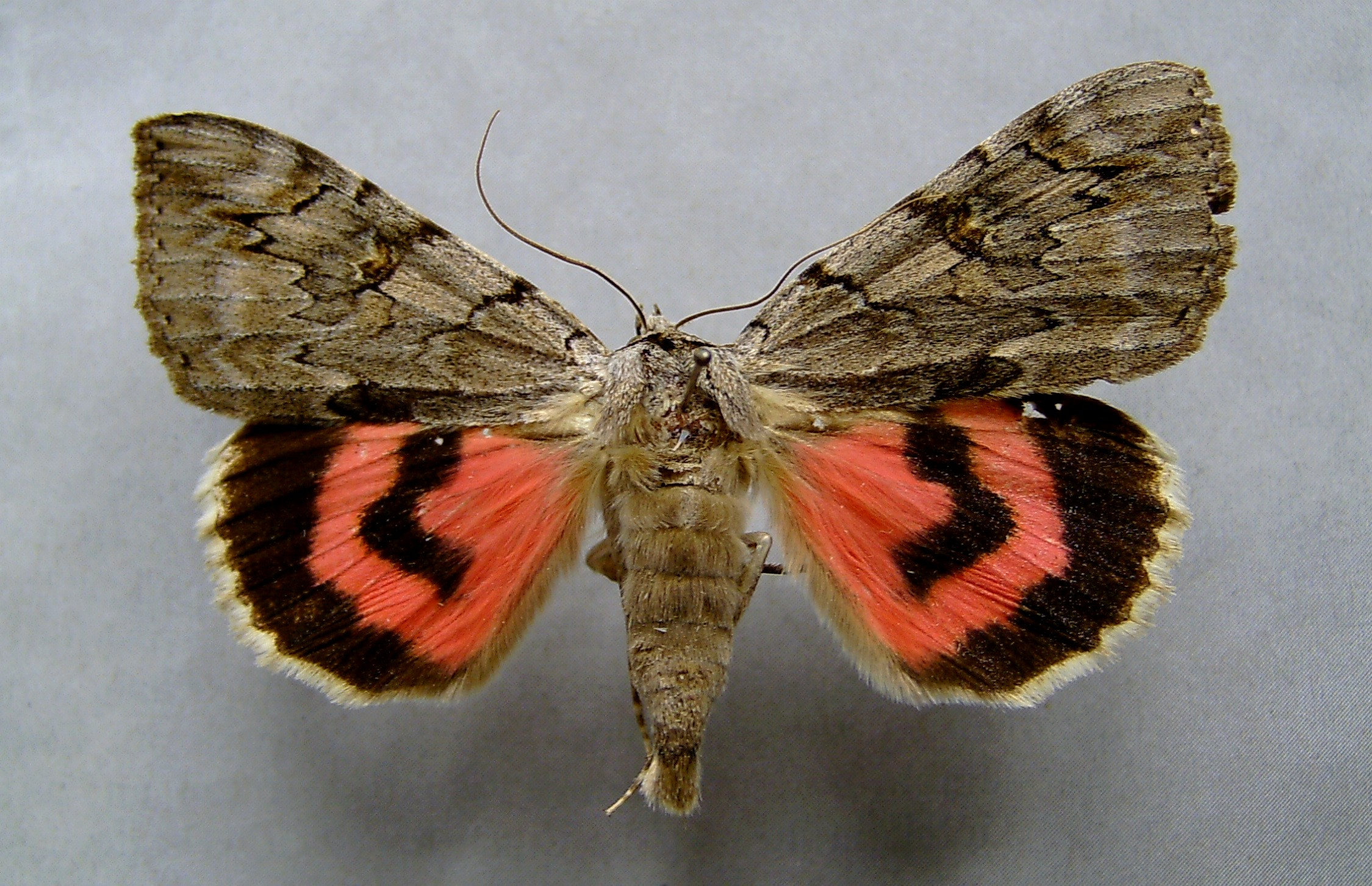
Catocala electa, "Rosy underwing"
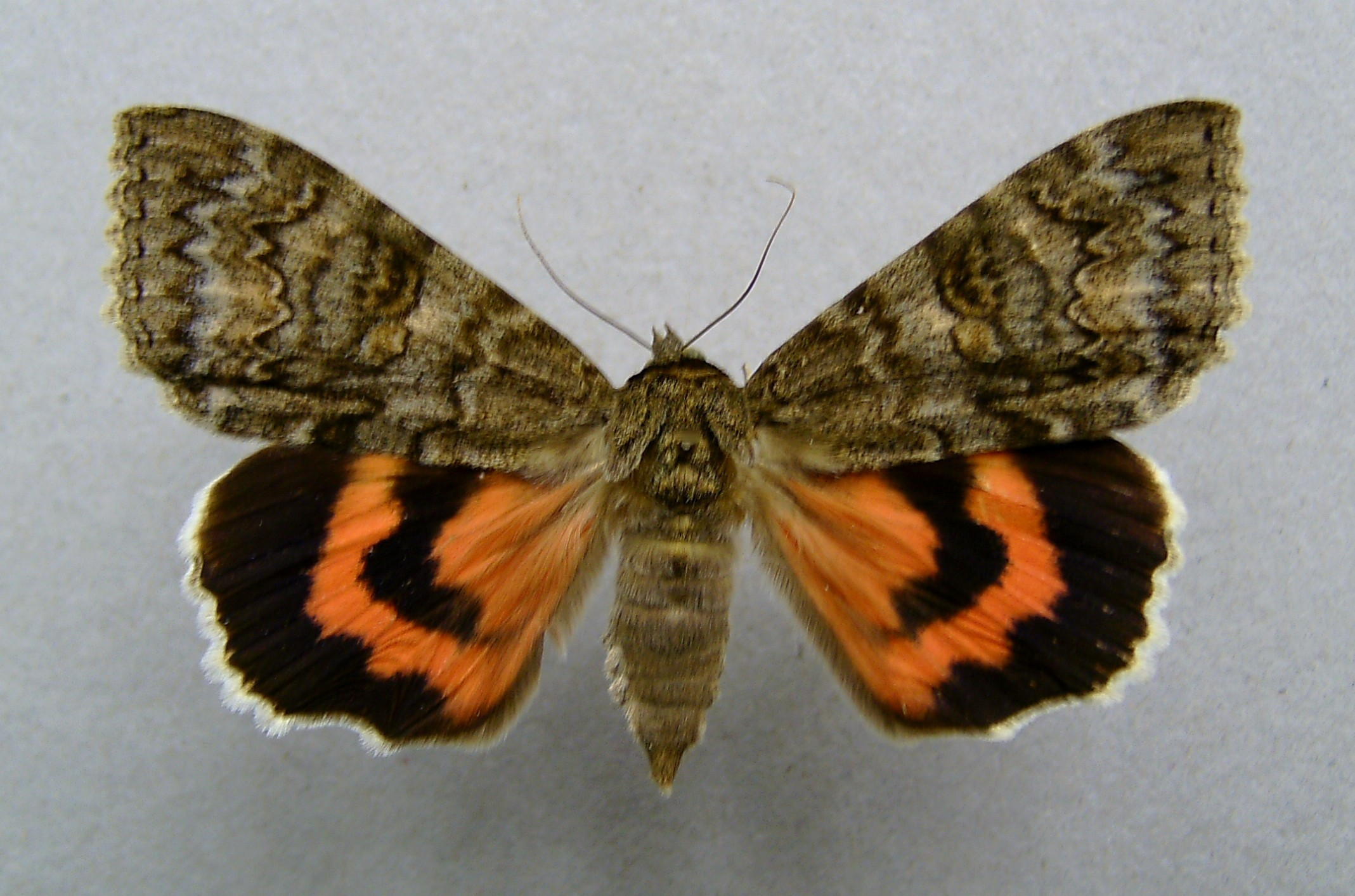
Catocala nupta, "Red underwing"
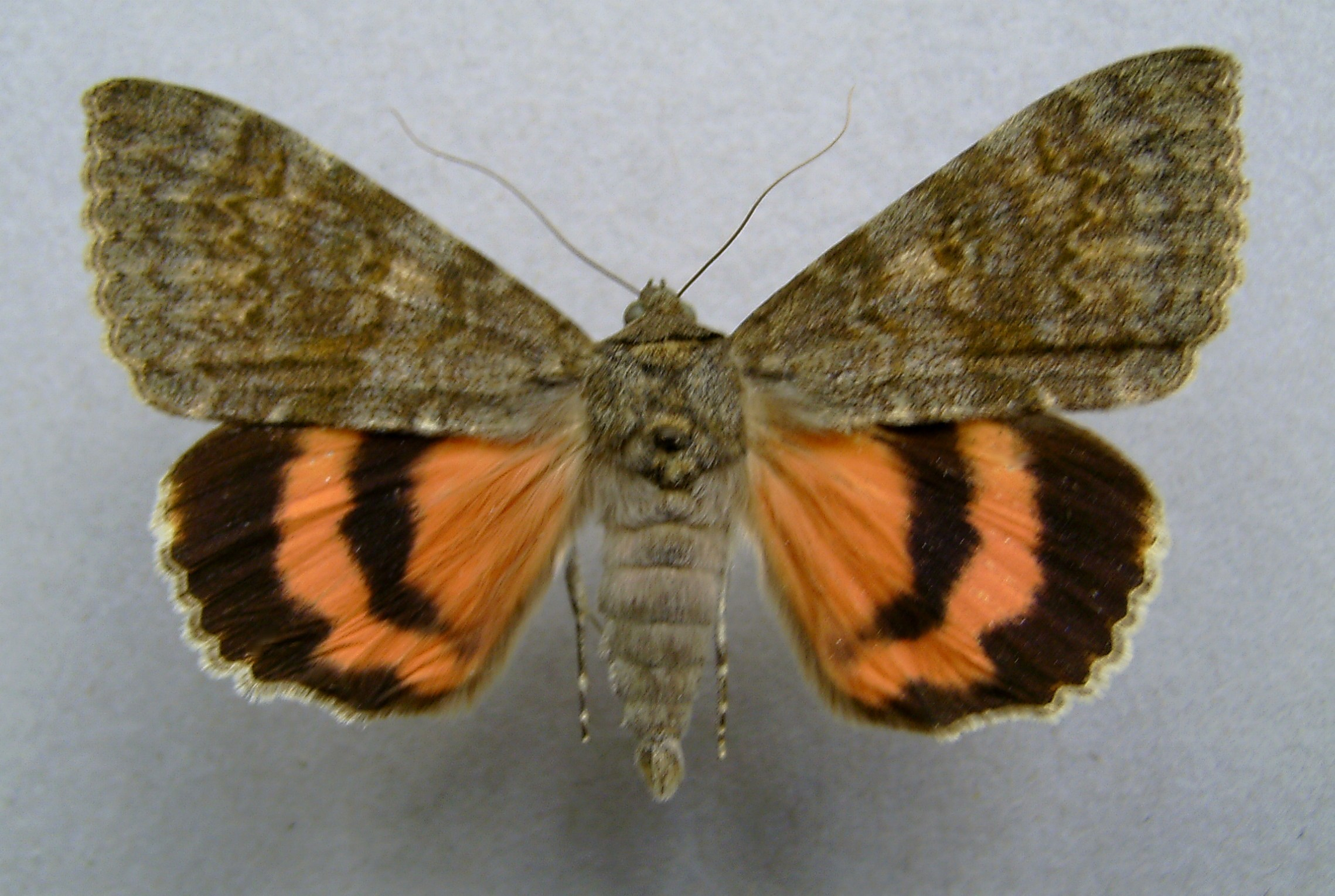
Catocala elocata, "French Red underwing"
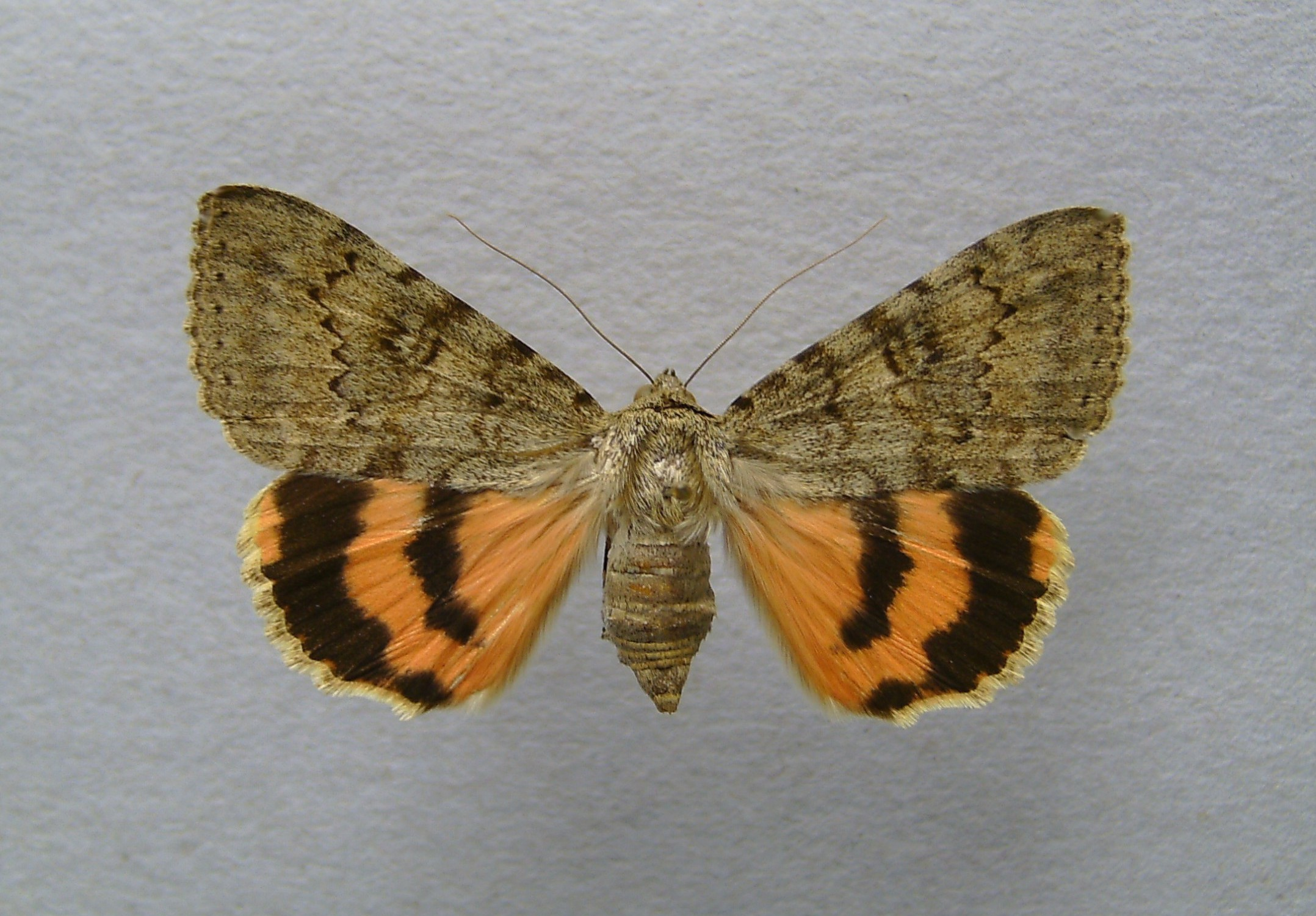
Catocala puerpera
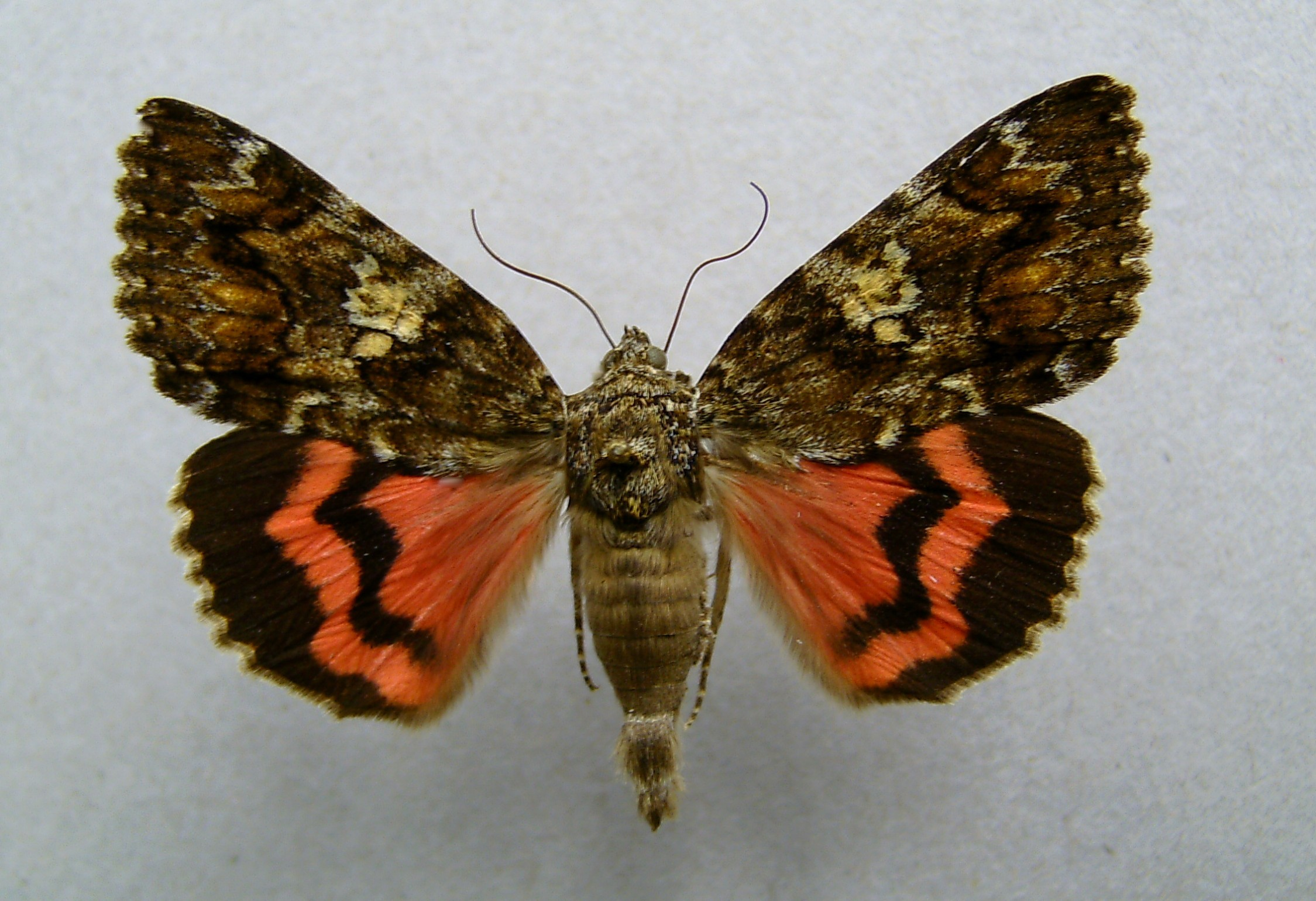
Catocala sponsa, "Dark Crimson underwing"
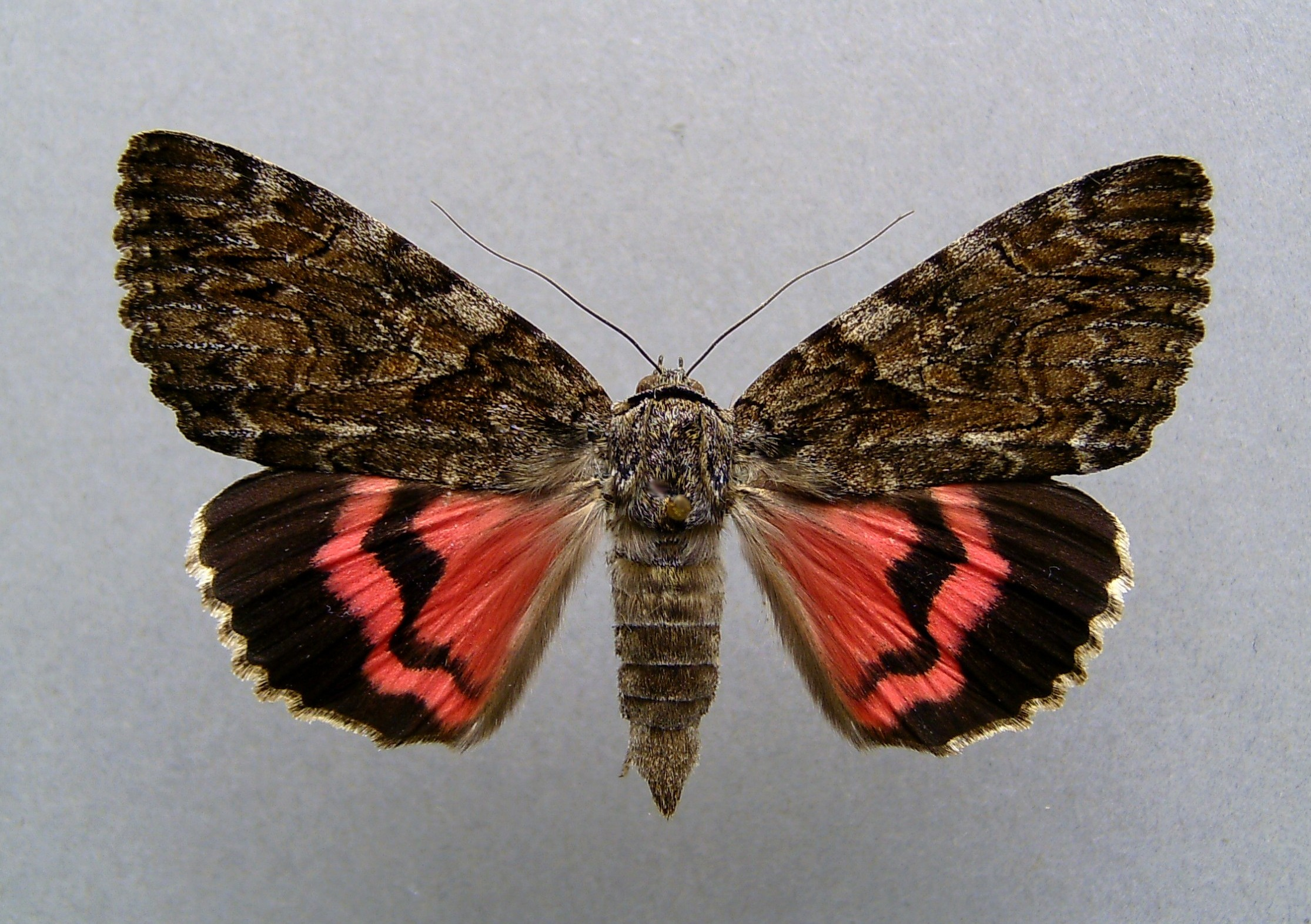
Catocala dilecta
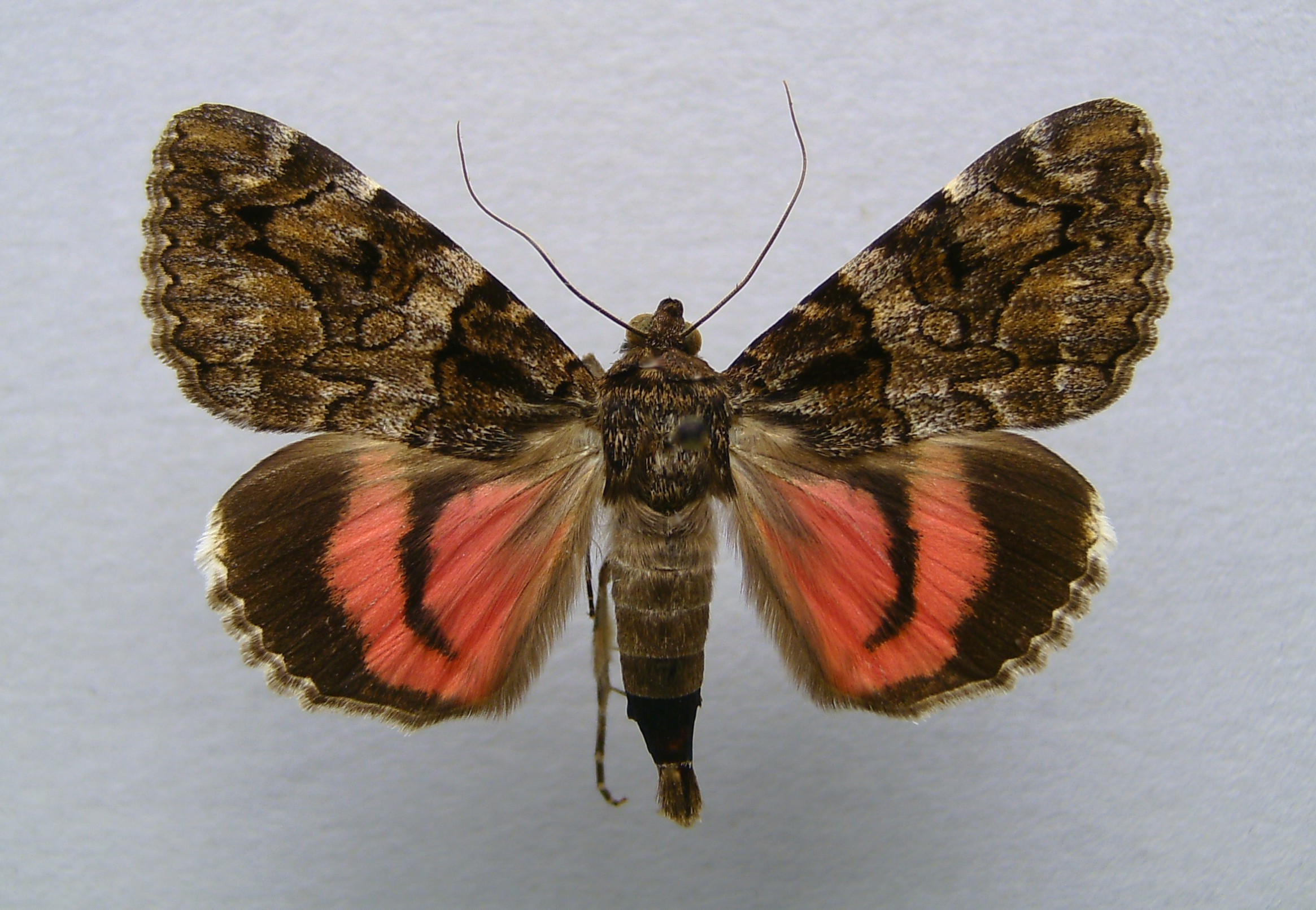
Catocala conjuncta, "Minsmere Crimson underwing"
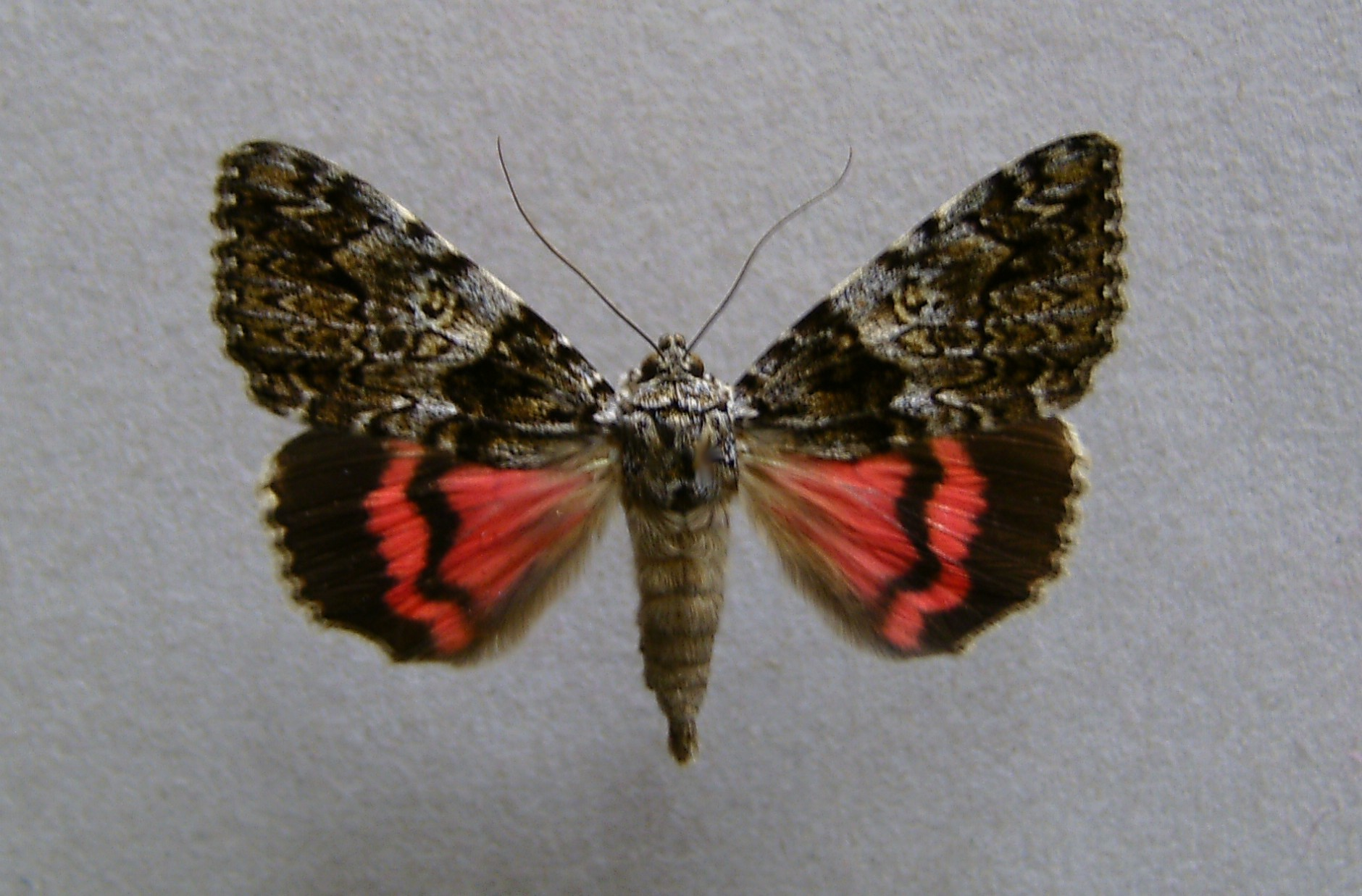
Catocala promissa, "Light Crimson underwing"
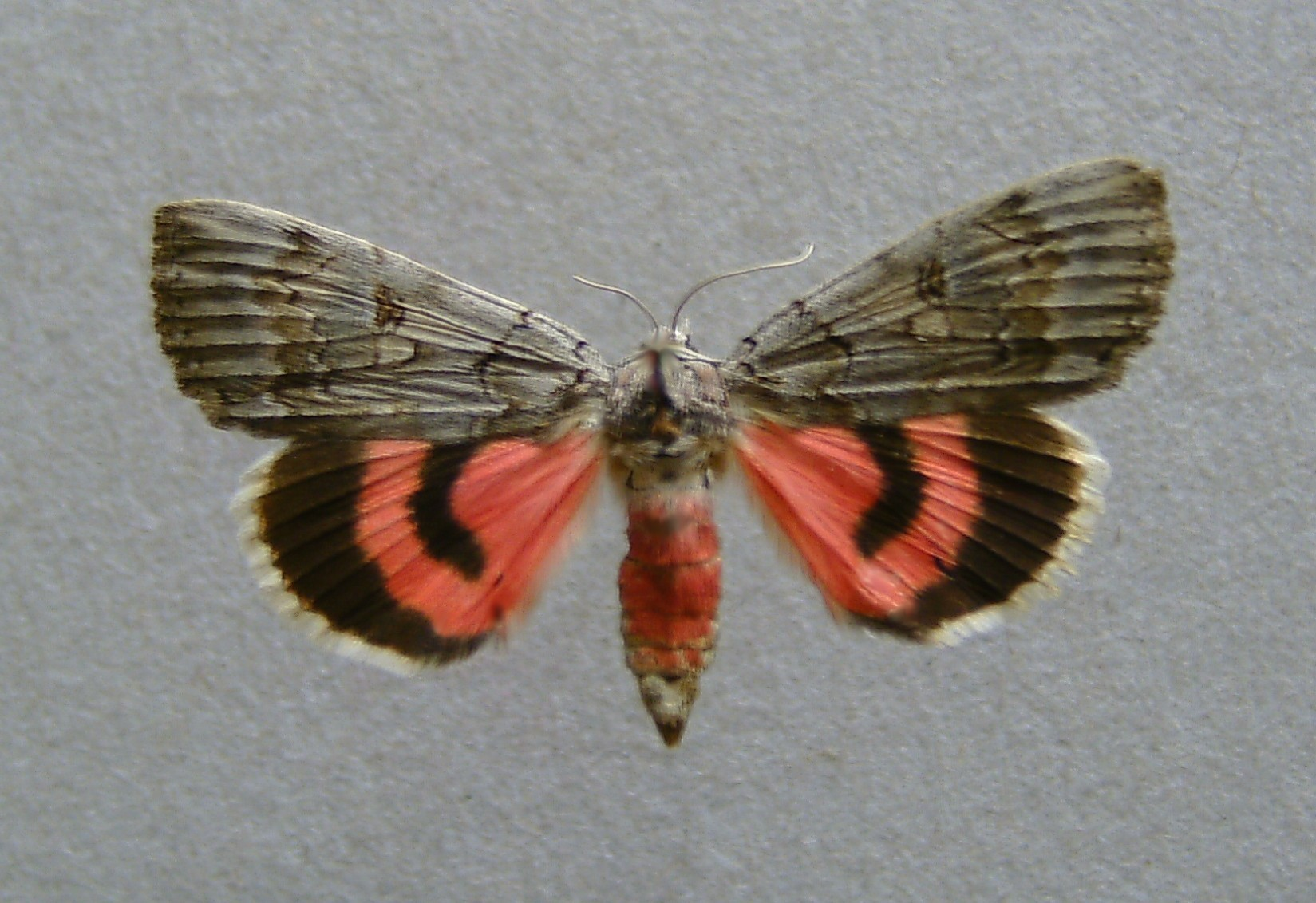
Catocala pacta
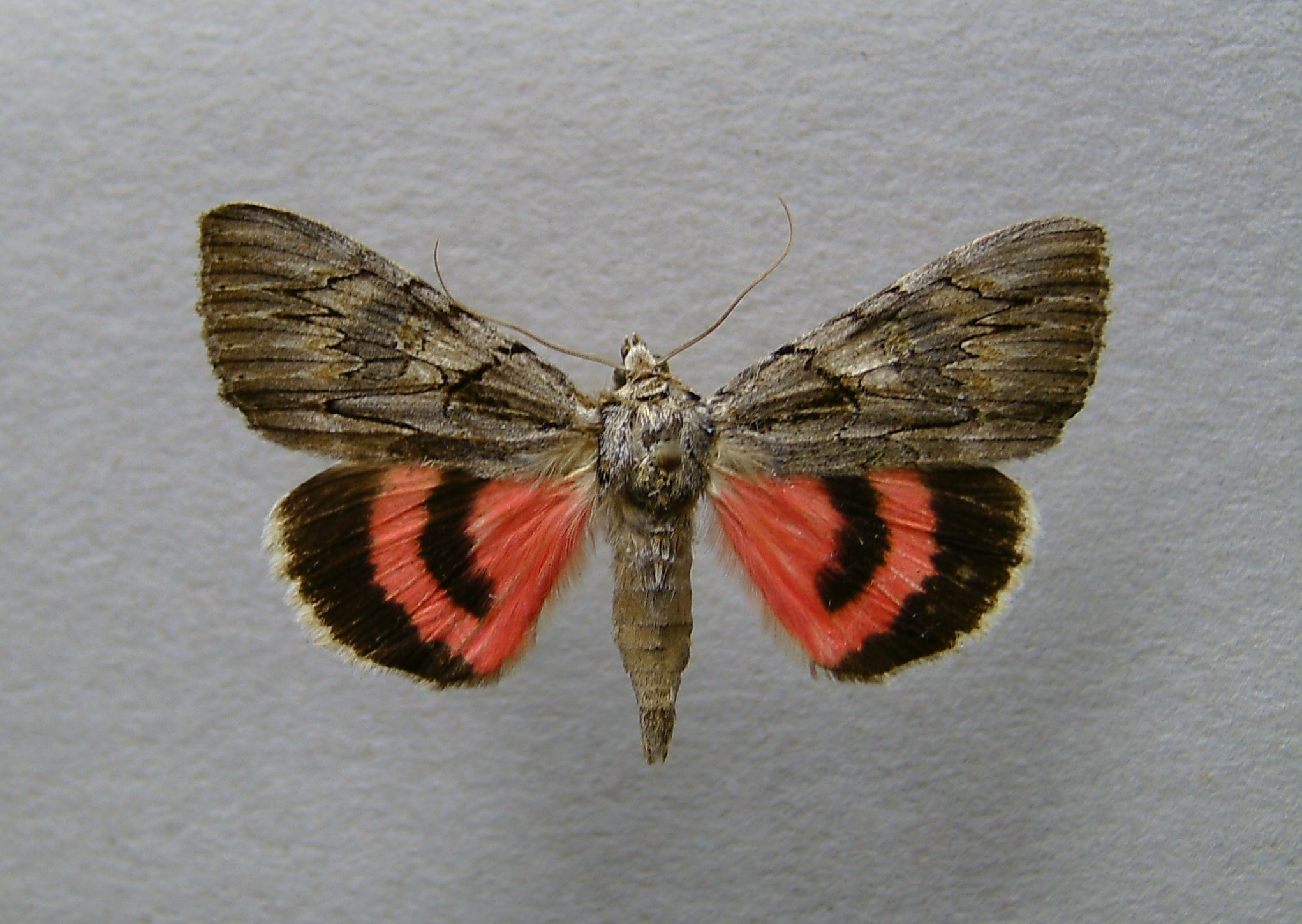
Catocala optata
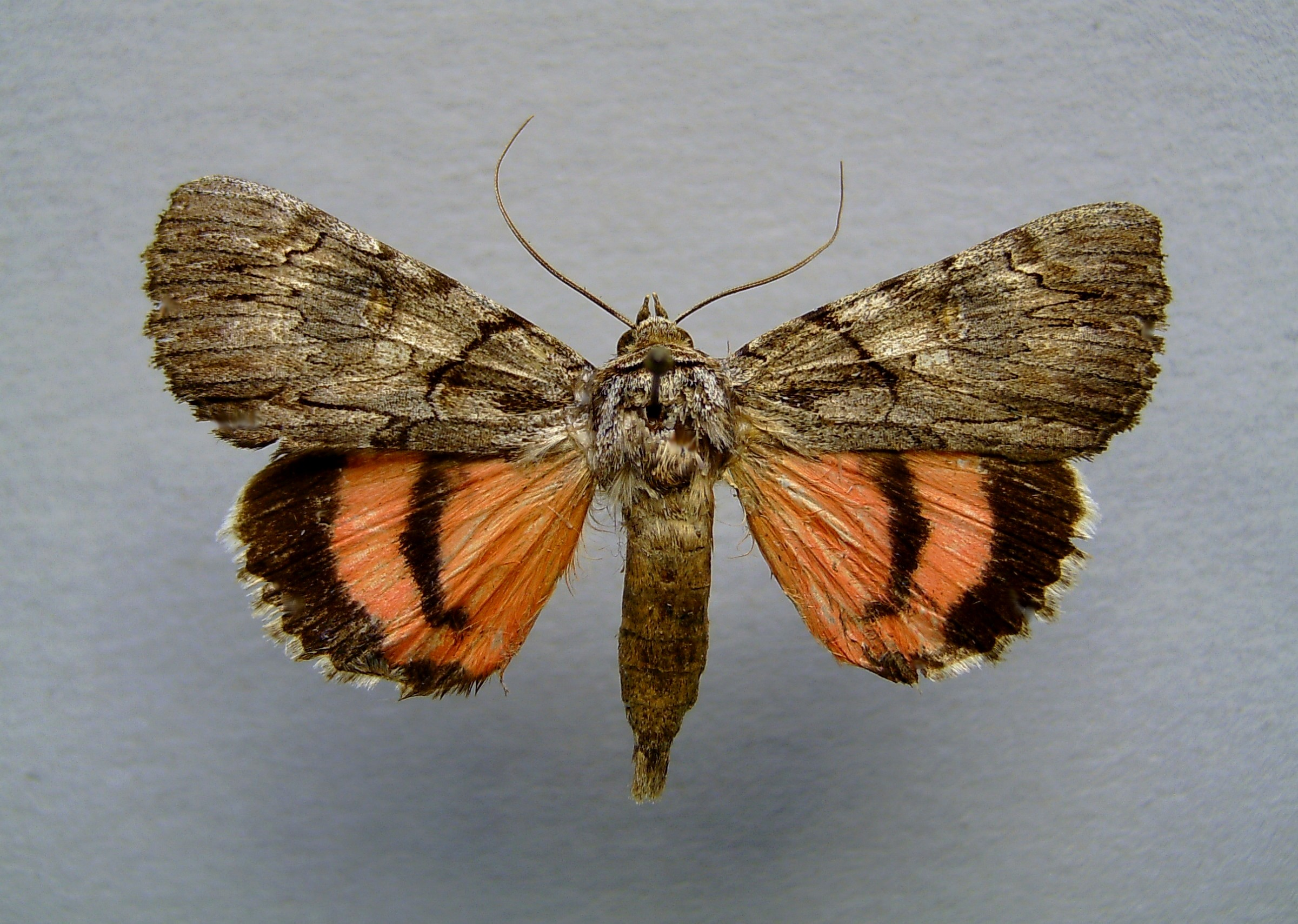
Catocala lupina
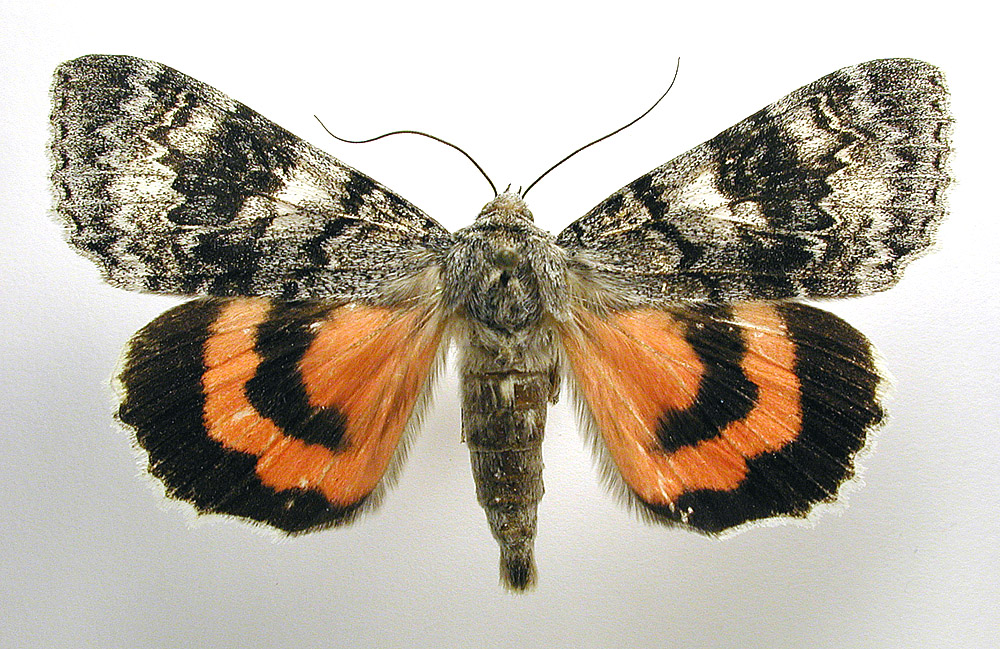
Catocala adultera
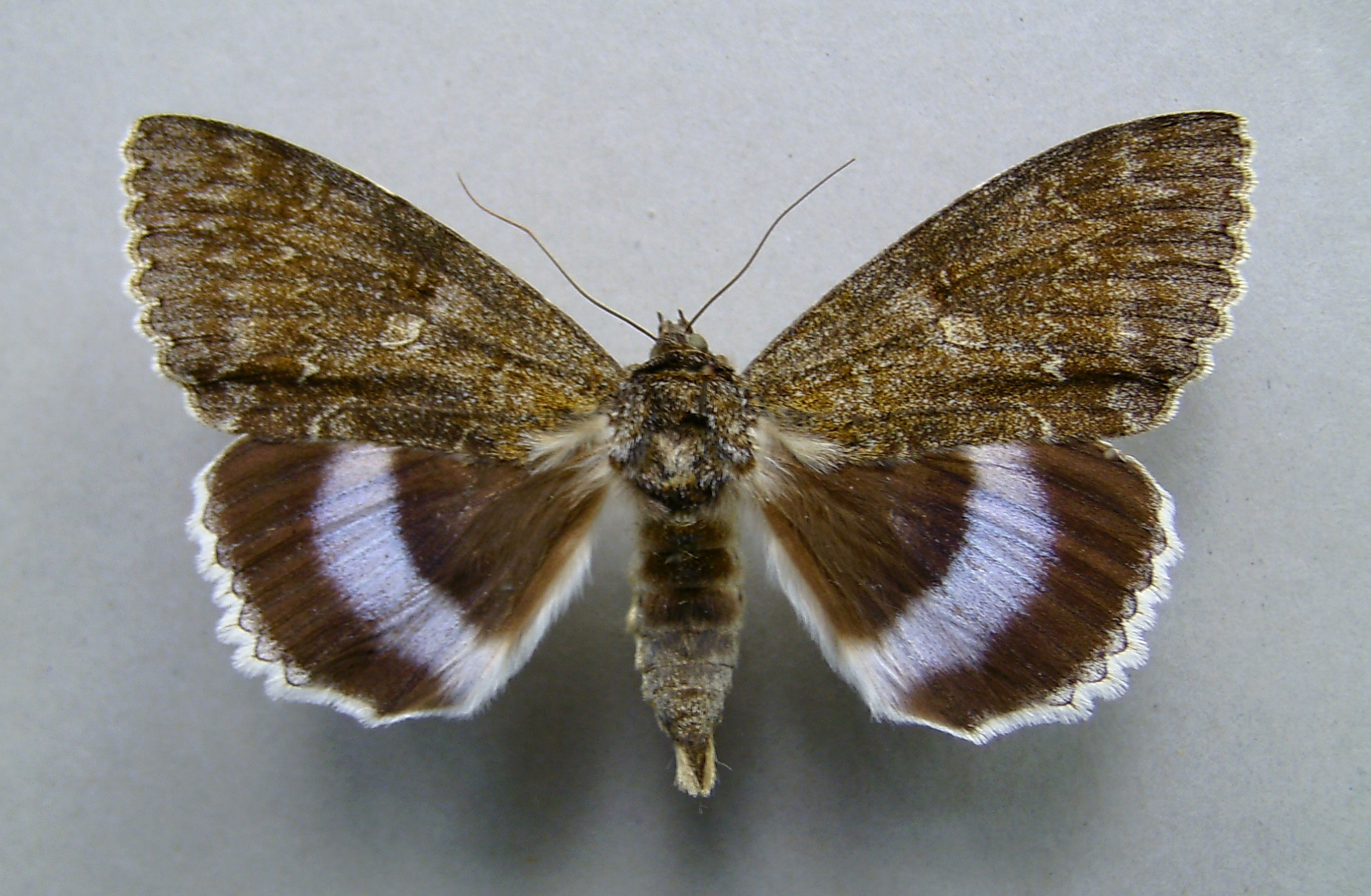
Catocala fraxini, "Blue underwing"

### Catocala giả

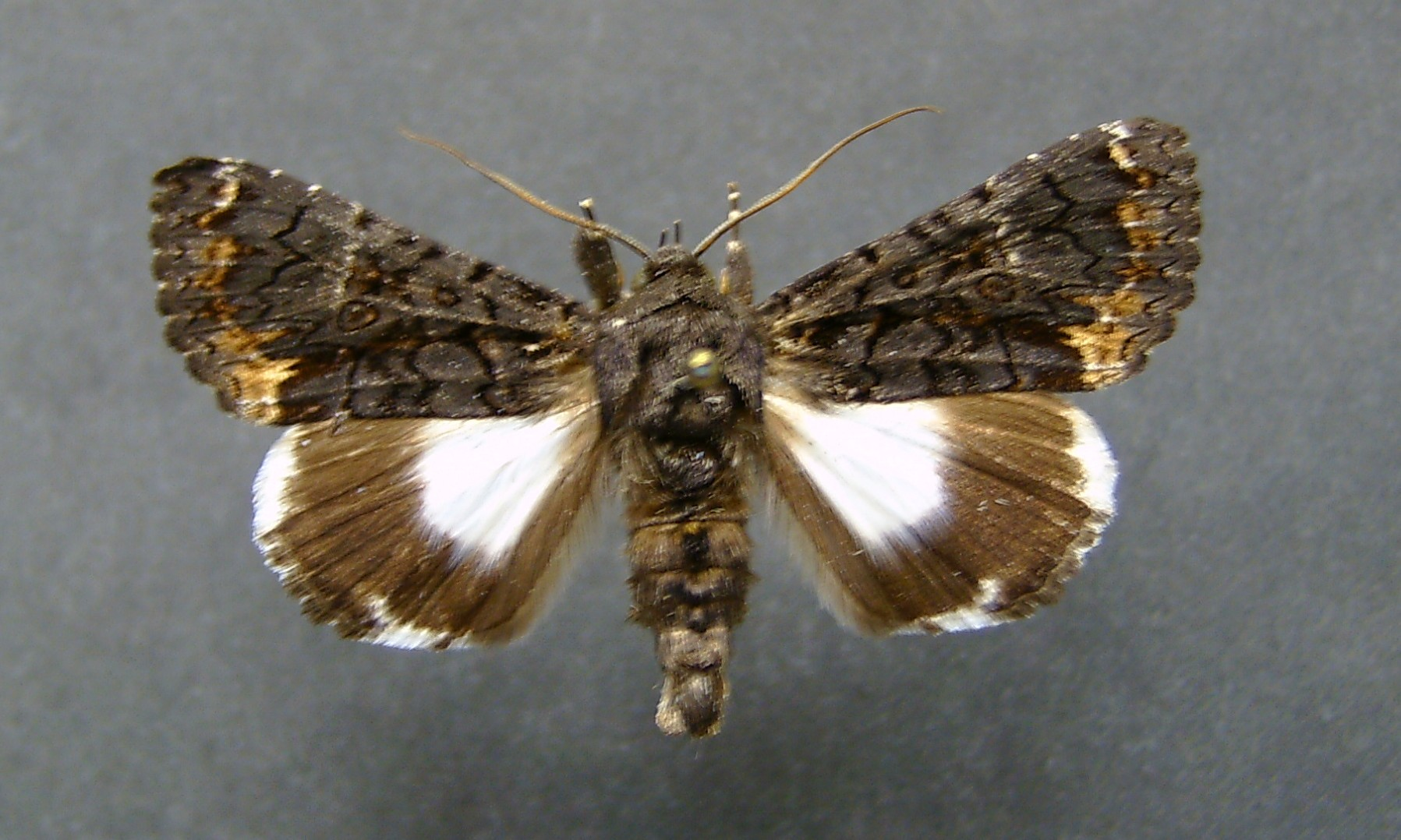
Catephia alchymista, "White underwing"
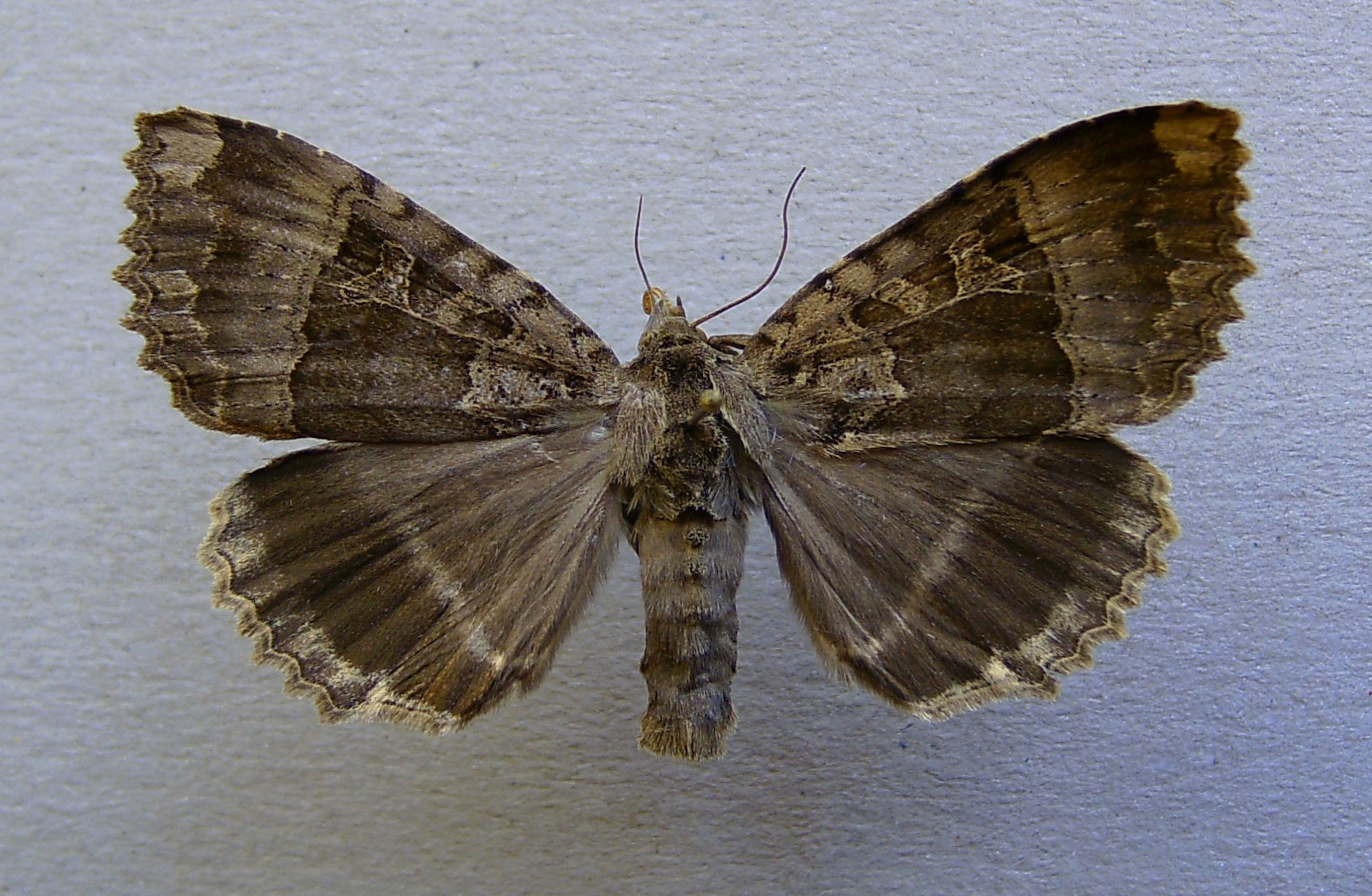
Mormo maura, "Black underwing"
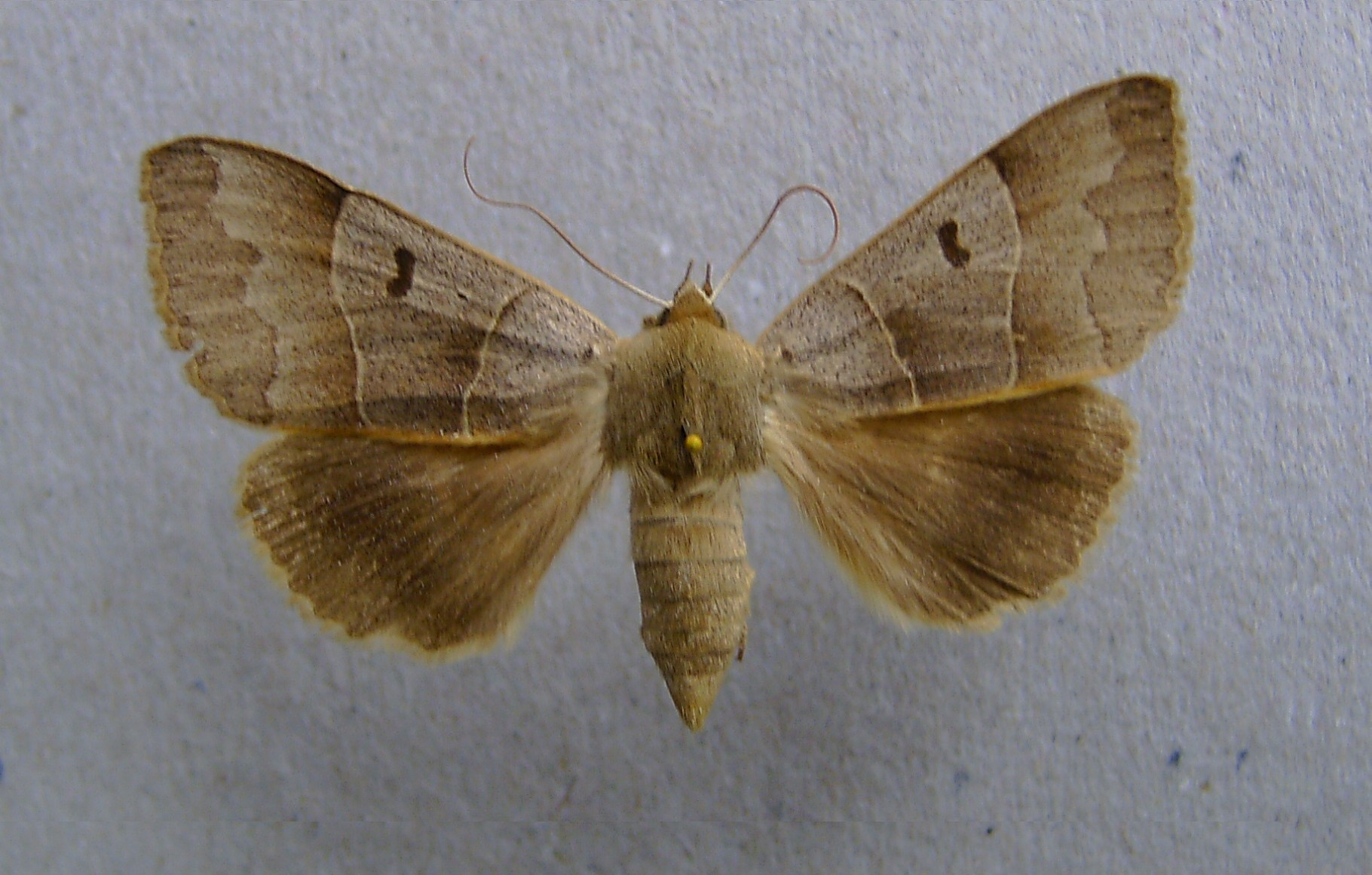
Minucia lunaris, "Brown underwing"